# Lustra, Italien
Lustra är en ort och kommun i provinsen Salerno i regionen Kampanien i Italien. Kommunen hade 1 043 invånare (2017).